# 智利梭鱈
智利梭鱈，為輻鰭魚綱鱈形目鼠尾鱈科的其中一種，分布於東南太平洋巴塔哥尼亞海域，屬深海底棲性魚類，深度可達200公尺，體長可達30.1公分，棲息在底層水域，生活習性不明。

## 扩展阅读
維基物種上的相關：智利梭鱈